# Crisina parvula
Crisina parvula är en mossdjursart som beskrevs av Brood 1976. Crisina parvula ingår i släktet Crisina och familjen Crisinidae. Inga underarter finns listade i Catalogue of Life.